# アンボン

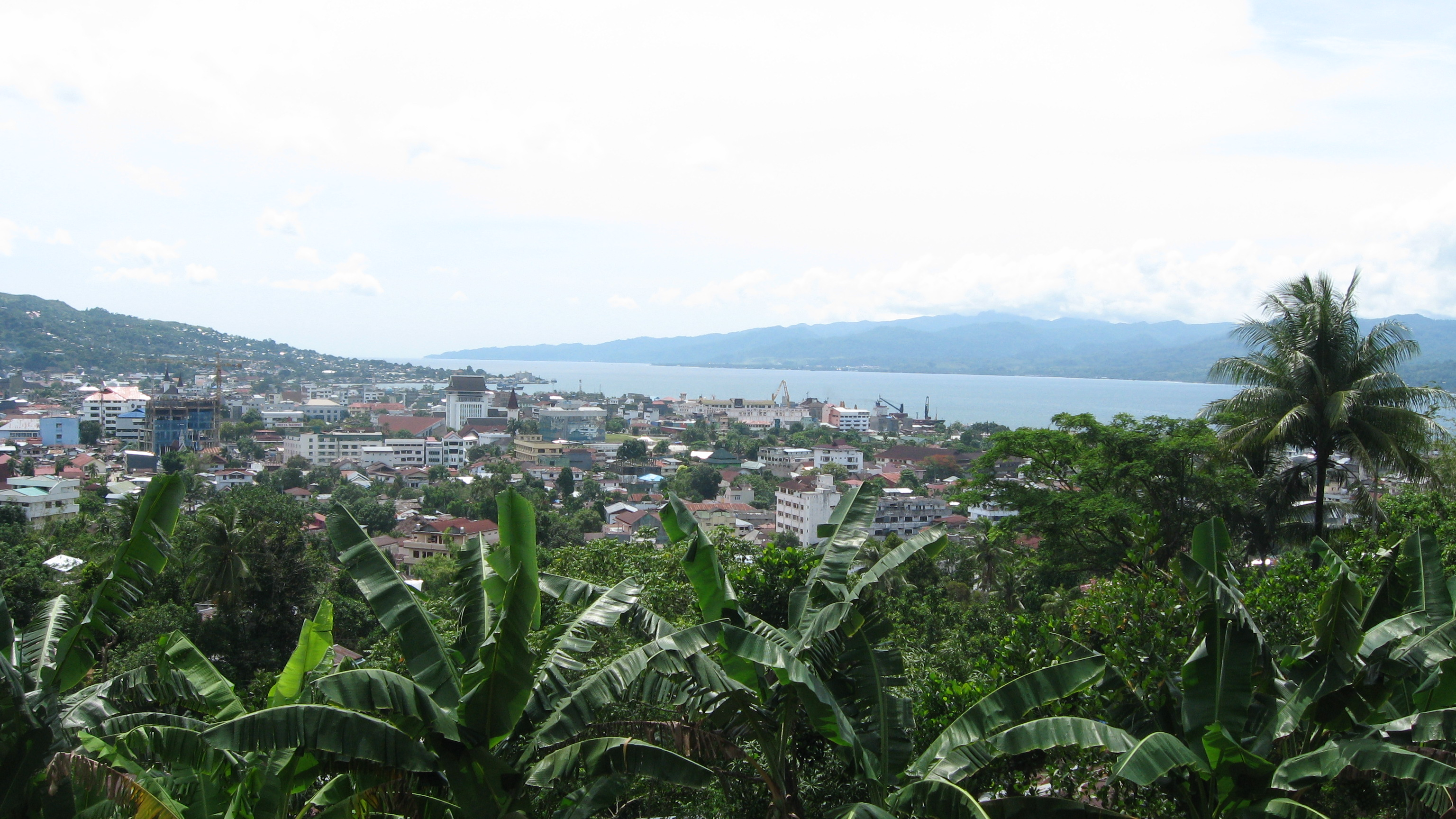
アンボンの景色

アンボン（コタ・アンボン, インドネシア語：Kota Ambon）は、インドネシア・アンボン島の主要都市。港湾都市であり、西に開けた入り江の南岸にある。インドネシア東部の最大の都市の一つで、マルク州の州都でもある。人口は2012年時点で約31万人。

## 歴史
1526年、ポルトガルにより占領された。ポルトガル領モルッカ総督のSancho de Vasconcelosがアンボンを設立し、「Nossa Senhora de Anunciada」と名付けた。
1609年、オランダにより占領。以後インドネシア独立まで、短い期間のイギリス占領期を除きオランダ領東インドの一部。マルク諸島司令部が置かれた。住民は「市民」(オランダ人、ポルトガル人、アラブ人、中国人)と「村人」(現地人)に分けられた。
1623年、アンボイナ事件発生。オランダ人がイギリス人や日本人を虐殺した。この事件を受けてイギリスのこの地方への影響力は弱まる。
1902年12月22日、司教区が設置された。後に大司教区に昇格した。
1942年、日本軍がオランダ海軍基地を占領。海軍第三十六航空隊の水上戦闘機・偵察機の基地が置かれ東インドネシア航路の防衛にあたった。
1945年、インドネシア共和国独立を宣言。日本軍は武装解除。
1950年、「南マルク共和国」の独立運動の中心地となるが、インドネシア軍により鎮圧された。
1958年4～5月、北スラウェシ州でアメリカが支援したペルメスタの反乱が起きる。CIAの戦闘機がアンボンに隠れた標的を爆撃・銃撃する。4月27日、CIAはロイヤル・ダッチ・シェルの石油貯蔵タンクを空爆する。 インドネシアと外国の貿易を弱め、インドネシアを弱体化させる為だった。 4月28日、CIAは市場の隣のインドネシア軍宿舎を爆撃した。 4月30日、CIAは滑走路を爆撃した。 5月7日、CIAは再び滑走路を爆撃し、インドネシア空軍の戦闘機や燃料貯蔵庫を破壊した。5月8日、CIAはアンボン湾のインドネシア海軍を爆撃しようとした。爆撃は失敗したが、銃撃で2人の乗組員を負傷させた。 インドネシア軍はアンボンに対空砲を設置した。5月9日、CIAは再び市街地を爆撃した。 5月15日、CIAはアンボン湾の小さい商船(インドネシア軍が徴用中)を攻撃した。 東ジャワ州からアンボン兵を輸送していた。船は燃え、17人が殺害された。CIAは再び軍宿舎を狙い市街地を爆撃した。5月7日、CIAは再び滑走路を破壊した。 続いて西に飛び兵員輸送船を爆撃しようとしたが、対空砲に撃墜され操縦士は捕虜になった。 これはアメリカ政府に大きな衝撃を与えた。アイゼンハワー大統領は直ちにCIAによるペルメスタへの支援を中止し、人員や戦闘機を撤収した。
1999年1月19日、キリスト教徒・イスラム教徒の間でマルク諸島・アンボンの宗教紛争起こる。
2002年及び2011年9月11日にも暴動がおこっている。

## 交通
- パティムラ空港(Pattimura Airport、AMQ)
  - 市内からはアンボン湾の対岸にあるため陸路でアンボン湾を周遊して36㎞の距離になる。市内までダムリバスで25000Rp（250円）、タクシーで250000Rp（2500円）。空港前の通りからアンコット(angkot、乗り合いバス)2000Rp(20円)でワヤメまで行きボート5000Rp(50円)で市内に行く方法もある。ガルーダ航空やメルパティ航空などがジャカルタ、マカッサル、セラム島のアマハイ（Amahai Airport)、バンダ諸島（Bandanaira Airport)などに就航している。

## 治安
- 1998年末に中部スラウェシ州でポソ宗教戦争が起こると引き続き、1999年1月19日キリスト教徒とイスラム教徒の間でマルク州アンボンの宗教紛争「マルク宗教抗争（Maluku sectarian conflict)」が起こった。このときアンボン周辺では4000人の死者と40万人の難民を出している。また2002年と2011年9月11日にも暴動が起こっている。かつてアンボンには良質なマグロ漁場があるため日本水産企業の拠点があったが、これらの理由もあって現在は撤退している。この宗教対立は2013年現在も完全には収束していないが、個人旅行ができないほど治安が悪いと言う訳ではなさそうである。

## 大学
- Pattimura University - 公立
- Indonesian Christian University of Maluku (UKIM) - 私立、プロテスタント

## 姉妹都市
- バタム島、インドネシア・リアウ諸島州
- ダーウィン、オーストラリア
- グアム、アメリカ

## 参照
- Ambon rioting leaves 100 dead in Indonesia from World Socialist Website, 1999年1月30日